# Razianus xinjianganus
Espèce
Razianus xinjianganus est une espèce de scorpions de la famille des Buthidae.

## Distribution
Cette espèce est endémique du Xinjiang en Chine. Elle se rencontre vers Kachgar.

## Description
La femelle holotype mesure 19,7 mm.

## Étymologie
Son nom d'espèce lui a été donné en référence au lieu de sa découverte, le Xinjiang.

## Publication originale
- Lourenço, Sun & Zhu, 2010 : « Razianus xinjianganus sp. nov.: A new record genus and new species of (Scorpiones, Buthidae) from China. » Journal of Hebei University (Natural Science Edition), vol. 30, no 3, p. 307-318.